# Raiffeisen-Volksbank Bad Staffelstein
Die Raiffeisen-Volksbank Bad Staffelstein eG ist eine Genossenschaftsbank mit Sitz in der bayerischen Stadt Bad Staffelstein im Landkreis Lichtenfels.

## Geschichte
Die heutige Raiffeisen-Volksbank Bad Staffelstein eG wurde im Jahr 1868 in Ebensfeld gegründet und entstand im Jahr 1994 als Raiffeisen-Volksbank Staffelstein-Ebensfeld eG durch die Fusion der Raiffeisenbank Staffelstein eG mit dem Sitz in Bad Staffelstein mit der Volksbank Ebensfeld eG mit dem Sitz in Ebensfeld. In den Vorjahren erfolgten diverse Fusionen der beiden Genossenschaftsbanken mit benachbarten Banken.
Ein detaillierter Überblick über die Entwicklung der Raiffeisen-Volksbank Bad Staffelstein eG mit ihren Gründungs- und Fusionsterminen ist auf der Homepage der Bank hinterlegt.

## Rechtsverhältnisse
Die Raiffeisen-Volksbank Bad Staffelstein eG ist im Genossenschaftsregister beim Amtsgericht Coburg unter GnR 27 eingetragen.

## Organisationsstruktur
Rechtsgrundlagen sind das Genossenschaftsgesetz und die durch die Vertreterversammlung beschlossene Satzung. Organe der Bank sind der Vorstand, der Aufsichtsrat und die Vertreterversammlung.

## Sicherungseinrichtung
Die Raiffeisen-Volksbank Bad Staffelstein eG ist der amtlich anerkannten Sicherungseinrichtung des Bundesverbandes der Deutschen Volksbanken und Raiffeisenbanken GmbH und der zusätzlichen freiwilligen Sicherungseinrichtung des Bundesverbandes der Deutschen Volksbanken und Raiffeisenbanken e.V. angeschlossen.

## Geschäftsausrichtung
Die Raiffeisen-Volksbank Bad Staffelstein eG betreibt das Universalbankgeschäft. Im Verbundgeschäft arbeitet sie mit der DZ Bank, R+V Versicherung, Bausparkasse Schwäbisch Hall, Teambank, VR Leasing, DZ Hyp und der Union Investment zusammen.

## Geschäftsgebiet
Das Geschäftsgebiet liegt im Westen des Landkreises Lichtenfels und im Norden des Landkreises Bamberg.
An diesen Orten betreibt die Bank Filialen:
- Bad Staffelstein (Hauptstelle, jur. Sitz)
- Zapfendorf (Geschäftsstelle)
- Ebensfeld (Geschäftsstelle)